# Cotinga-azul
Cotinga-azul, Cotinga-azul-amazónica ou anambé-turquesa (Cotinga maynana) é uma espécie de ave da família Cotingidae.
Pode ser encontrada nos seguintes países: Bolívia, Brasil, Colômbia, Equador e Peru.
Os seus habitats naturais são: florestas subtropicais ou tropicais húmidas de baixa altitude, pântanos subtropicais ou tropicais e florestas secundárias altamente degradadas.